# Отрадное (Запорожский район)
Отрадное (укр. Відрадне) — посёлок,
Августиновский сельский совет,
Запорожский район,
Запорожская область,
Украина.
Код КОАТУУ — 2322180402. Население по переписи 2001 года составляло 1375 человек. По состоянию на 2024 год его население составляло более 2000 человек.

## Географическое положение
Посёлок Отрадное находится в 3-х км от правого берега реки Днепр,
ниже по течению на расстоянии в 2 км расположено село Привольное.
От Днепра к селу ведёт залив Балка Вольная.

## История
- 1930 год — дата основания.

## Экономика
- Большая птице-товарная ферма.

## Объекты социальной сферы
- Школа.